# British National Bibliography
Die British National Bibliography (BNB) ist die Nationalbibliografie des Vereinigten Königreichs. Sie erscheint seit 1950. 
Verzeichnet werden neu erschienene Bücher und Zeitschriften, die im Vereinigten Königreich und der Republik Irland veröffentlicht und als Pflichtexemplar an die British Library abgegeben werden. Im Rahmen des Legal Deposit Shared Cataloguing Programme tragen auch die Irische Nationalbibliothek, die National Library of Scotland (Schottische Nationalbibliothek), die Bodleian Library, die Cambridge University Library (Cambridge Universitätsbibliothek) und die Bibliothek des Trinity College Dublin zur Nationalbibliographie bei. Etwa 50.000 Titel pro Jahr werden schon bis zu drei Monate vor Erscheinen aufgrund von Ankündigungen der Verlage erfasst, insgesamt werden pro Jahr über 125.000 Titel verzeichnet. Seit 2003 werden auch elektronische Ressourcen aufgenommen. Nicht enthalten sind Parlamentaria, Amtsdruckschriften und Ephemera. 
Es erscheinen wöchentliche Hefte, in denen die Titel nach der Dewey Decimal Classification geordnet und zusätzlich durch ein kombiniertes Verfasser- und Titelregister erschlossen sind. Die Beschreibung der Titel erfolgt anhand der Anglo-American Cataloguing Rules (AACR2). Monatlich, vierteljährlich und jährlich erscheint ein kumuliertes Schlagwortregister, in dem die Library of Congress Subject Headings verwendet werden. 
Die verzeichneten Titel sind auch über den Online-Katalog der British Library recherchierbar. Die Katalogdaten im MARC2-Format werden von verschiedenen Bibliotheksverbünden als Fremddaten übernommen.